# Déjà Vu (песня Бейонсе)
«Déjà Vu» (рус. Дежавю) — песня американской R&B певицы Бейонсе при участии американского рэпера Jay-Z. Она была продюсирована Родни «Darkchild» Джеркинсом и Ноулз для её второго сольного альбома B'Day. В песне смешаны R&B и фанк 70-х и его разнообразная инструментовка включает бас-гитару, хай-хет, тубы, и драм-машину Roland TR-808. Названия песни и слова относятся к женщине, которая все время вспоминает своего бывшего парня.
Песня была выпущена главным синглом с альбома в июле 2006. Хотя она была признана «Лучшей Песней» на 2006 Music of Black Origin (MOBO) Awards, «Déjà Vu» получил смешанные отзывы от критиков. Сингл вошёл в топ-10 многих стран, достигнув верхушки в различных составляющих чартов журнала Billboard и достиг первой строки в Великобритании.

## Предпосылка и производство
В 2005 американский записывающий продюсер Родни Джеркинс — который прежде работал с бывшей группой Ноулз Destiny's Child — и композитор Джон Вебб «пришли к решению сделать традиционный трек, ретро с реальными басами и тубами», к которому частично относится название песни". Играя на бас-гитаре, Вебб с Джеркинсом, впервые записали сегмент с басами, на которых наложили ударные, тубы и вокал. Записывание производилось в студии в Нью-Джерси и на Sony Music Studios в Нью-Йорке.
Джеркинс записал демоверсию песни с вокалом американского песенника Макеба Риддика, которые были в числе создателей. Они представили демо Ноулз, которая позже одобрила его. У «Déjà Vu» также есть лирические сотрудничества с Делишей Томасом и Кели Николь Прайс и давним парнем Jay-Z. Он был вовлечён в последнюю стадию, когда Ноулз попыталась спеть с записанными версиями трека и попросила его сотрудничать. Jay-Z записал рэп-куплеты для песни и поэтому появился в качестве приглашённой звезды.

## Музыка и слова
«Déjà Vu» — это R&B песня, исполненная в умеренном хип-хоп груве. Песня сочинена в тональности соль минор с тактовым размером в едином времени. У «Déjà Vu» присутствуют фанк элементы конца 70-х, соул и хип-хоп. Музыка в основном основана на живой инструментовке, использующую бас-гитару, конгу, хай-хет и тубы. Ноулз сказала в интервью: «Когда я записала 'Déjà Vu' … я знала, что даже до того, как я начну работать над альбомом, я хочу добавить живой инструментовки во все свои песни. Это такой баланс [музыки на песне], в ней живые конги, живые тубы, живые басы. Она все ещё молода, все ещё новая и свежая, но у неё старый соул грув». Из неживых инструментов только машина Roland TR-808, которая дает песне барабаны.
Слова «Déjà Vu» сочинены в форме куплет-предкуплет-припев и два куплета рэпа. Нагруженная хуком, она очень похожа на сингл 2003 года Ноулз «Crazy in Love» с её дебютного альбома Dangerously in Love. Слова рассказывают о женщине, которая постоянно вспоминает своего бывшего возлюбленного.
Песня начинается с того, что Ноулз представляет басы, хай-хет и Roland TR-808 по названию. Звучания инструментов перемешаны в том же порядке, что и упоминались один за другим; тубы различимы только в предприпеве и хуках, и на небольшом отрезке во втором рэпе. Бас-гитара, которая первая вступает, скользит к главному двухбаровому остинато. После повторяющихся скольжений басов, Ноулз представляет хай-хет и Roland TR-808. Когда она упоминает Jay-Z, басы скользят к мягкому вибрато, открывая путь для первого рэпа. На заднем плане с повторяющимся грувом, Ноулз начинает куплет. Затем следует предприпев, для которого басы меняются на более мелодичный звук «чтобы сыграть что-то более певучее», по словам Джона Вебба, басиста на треке. Мелодия возвращается к главному груву во время повторяющегося хука. Эта модель повторяется и движется ко второму рэпу. Третий предкуплет «пришёл от идеи Джеркинса имзменить часть в конце наложением сверху главного грува Вебба на основание. После него следует главный предприпев, а потом хук повторяется четыре раза. Вокал останавливается и пространство заполняют инструменты. Хай-хет и Roland TR-808 также останавливаются; песня заканчивается резкими басами громкими нотами туб.

## Релиз

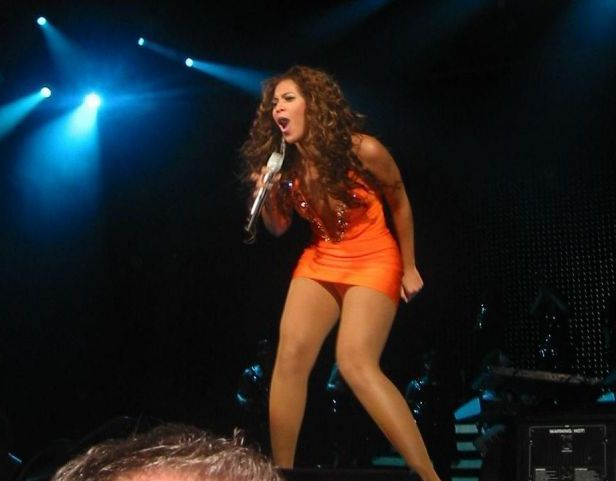
Ноулз исполняет „Déjà Vu“ в 2007 году в Швеции в рамках мирового тура The Beyoncé Experience

„Déjà Vu“ просочился в интернет 13 июля 2006. На следующий день он был выпущен на радиостанции, через 4 недели Ноулз проинформировала Columbia, свой лейбл звукозаписи, что B’Day был закончен. Более одного месяца спустя, он был выпущен в физическом формате; трек был выпущен CD-синглом 31 июля 2006 в США. Enhanced CD был выпущен 12 сентября, состоящий из пяти треков и дополнительного мультимедийного трека „Déjà Vu“. В Великобритании digital download стал доступен 7 августа. CD макси и 12» сингл были выпущены позже 21 августа.
Ноулз обратилась к английской производственной группе Freemasons, чтобы сделать ремикс на «Déjà Vu». Версия, ориентированная на клубы была сделана и появилась на дебютном альбоме Shakedown, выпущенный в 2007. Макси-сингл при участии альбомной версии трека и Freemasons club mix, был выпущен 5 августа в Австралии.

### Отзывы критиков
«Déjà Vu» заработал смешанные отзывы среди критиков. Билл Ламб из About.com сказал, что ей не достает «духа настоящего веселья». Майк Джозеф из международного интернет-журнала Popmatters посчитал, однако, что было «чудесно услышать поющую во все горло Бейонсе поверх полного грува при участии живых инструментов». Саша Фрер -Джонс из журнала The New Yorker расценила слова как «нелегкий взгляд в прошлое», в то время как Крис Ричардс из The Washington Post, охарактеризовал Ноулз в «Déjà Vu» как «обезумевшую от любви девушку». Спенс Ди из IGN, веб-сайта о новостях СМИ и отзывах, похвалил грув с басами Джеркинса, сказав, что это принесло треку «идеальности». Каролина Салливан из The Guardian похвалила Ноулз и Jay-Z: «Их дуэт в великолепной 'Déjà Vu' столь же лихорадочен, как поп во время переломного момента, но даже когда Jay-Z is не присутствует физически, он привносит что-то внушительное в Бейонсе, что пробуждает юную, дикую Тину Тёрнер».
Другие обозреватели сравнили «Déjà Vu» с синглом Ноулз 2003 года «Crazy in Love», главным синглом с дебютного альбома. Согласно Гэйлу Митчеллу из журнала Billboard, песня многим видится как продолжение «Crazy in Love». Джейсон Кинг из журнала Vibe посчитал песню «клонированной с DNA хриплого 'Crazy in Love'», в то время как Томас Инскип из журнала Stylus сослался на неё как на облегченную «'Crazy in Love»; некоторые обозреватели, однако, негативно отнеслись к параллелям, проведенным между этими двумя песнями. Энди Келлман из Allmusic, онлайн музыкальной базы данных, сказал, что у неё «хватило смелости не быть такой же чудовищной, как 'Crazy in Love'», ссылаясь на коммерческий успех последнего в 2003. Писатель из интернет-журнала Pitchfork Media Райан Домбаль заявил, что «в этот раз [Ноулз] выделила ритм». Джоди Роузен из журнала Entertainment Weekly сослался на to «Déjà Vu» как на «странно бестолковый» выбор главного сингла.
«Déjà Vu» был номинирован на «Лучший Рэп/Спетый Союз» и «Лучшую R&B Песню» на 2007 Grammy Awards, а ремикс песни был номинирован на «Лучший Ремикс, Неклассический». Песня выиграла в 2006 на MOBO Awards в Англии «Лучшую Песню».. На следующий год она была номинирована на «Лучшее Сотрудничество», вместе с песней Ноулз «Upgrade U» при участии Jay-Z на Black Entertainment Television (BET) Awards.

## Появление в чарте
«Déjà Vu» появился в Billboard Hot 100 на месяц раньше физического релиза. Сингл дебютировал 44 строкой и достиг пика на 4 строке. Ремикс Freemasons/M. Joshua достиг верхушки чарта Billboard Hot Dance Club Play, в то время как альбомная версия достигла пика на 18 строке в том же составляющем чарта. «Déjà Vu» также достиг первой строки в составляющих чарта Billboard Hot Dance Singles Sales и Hot R&B/Hip-Hop Songs, 9 строки в Rhythmic Top 40 и 14 в Top 40 Mainstream. В Billboard 2007 year-ender «Déjà Vu» достиг 7 строки в чарте Hot Dance Singles Sales.
«Déjà Vu» достиг топ-10 в менее 10 странах Европы. В Великобритании сингл был распродан 29,365 единицами по всем миру. Он достиг первой строкой в UK Singles Chart, став вторым сольным синглом номер один в Великобритании. Сингл достиг топ-5 в Венгрии, Ирландии, Италии, Норвегии и Швейцарии и вошёл в топ-10 в Бельгии, Финляндии и Германии. «Déjà Vu» не достиг топ-10 во всех странах Океании. Сингл достиг пика в Australian Singles Chart на 12 строке, а в New Zealand Singles Chart на 15. «Déjà Vu» — 98 самый продаваемый сингл в Австралии в 2006.

## Клип

Пресса посчитала тему между взаимодействиями Ноулз и Jay-Z сексуально вызывающими. Петиция фанатов была направлена на «неприемлемые взаимодействия» между Ноулз и Jay-Z в клипе.

Клип для «Déjà Vu» был снят британским режиссёром Софи Мюллер в Новом Орлеане, Луизиана 21 июня 2006, некоторые части видео были сняты в Maple Leaf Bar в Кэрролтоне. В клипе присутствуют дизайнерские наряды, энергичная работа ног и движения, ориентированные на сексуальность. «Déjà Vu» в то же время вышел в свет 12 июня 2006 на шоу MTV Total Request Live (TRL) и Overdrive, широкополосном видеоканале MTV. Клипе достиг первой строки в видеочарте TRL. Он также достиг первой строки в британском теле-радио чарте в конце июля 2006. Клип был награждён «Лучшим Видео» на 2006 MOBO Awards.
Реакция на клип была смешанная. Сэл Кинкмэни из Slant Magazine прокомментировал его как «более тематический и подумал, что он более провокационный, чем клипы для 'Baby Boy' и 'Naughty Girl'», песен дебютного альбома Ноулз Dangerously in Love. Эб Хейнс из Allhiphop.com описал видео «визуально свежим» и «стремящимся к дизайнерству». Более чем 2,000 фанатов Ноулз подали заявление, чтобы видео было переснято, жалуясь на «нераскрытую тему, невообразимый монтаж, чрезмерный выбор одежды» и сексуальную тему изображенную в клипе, учитывая некоторые сцены «неприемлемых взаимодействий [между Ноулз и Jay-Z]». Петиция охарактеризовала движения Ноулз как «эксцентричные, смущающие и возмутительные временами». Новостная статья от Hindustan Times гласила, что отдельные сцены в видео намекают на оральный секс. Натали Мур из журнала In These Times вторила последнему комментарию, написав что клип показывает Ноулз «демонстрирующей свою сексуальность», и что в сценах с Jay-Z это «выглядит как будто ещё несколько минут и она сделает ему минет».

## Трек-листы
Британский сингл
1. «Déjà Vu» (Альбомная версия) — 3:59
2. «Déjà Vu» (Freemasons Radio Mix) — 3:15

Макси-сингл
1. «Déjà Vu» (Альбомная версия) — 3:59
2. «Déjà Vu» (Freemasons Radio Mix) — 3:15
3. «Déjà Vu» (Freemasons Club Mix) — 8:05
4. «Déjà Vu» (Maurice’s Nusoul Mix) — 6:00
5. «Déjà Vu» (Maurice’s Nusoul Mixshow Mix) — 5:57

## Чарты
| Чарт (2006)                                  | Наивысшая позиция |
| -------------------------------------------- | ----------------- |
| Australian Singles Chart                     | 12                |
| Austrian Singles Chart                       | 12                |
| Belgian Singles Chart (Flanders)             | 8                 |
| Belgian Singles Chart (Wallonia)             | 19                |
| Dutch Top 40                                 | 17                |
| European Hot 100 Singles                     | 2                 |
| Finnish Singles Chart                        | 6                 |
| French Singles Chart                         | 23                |
| German Singles Chart                         | 9                 |
| Hungarian Singles Chart                      | 2                 |
| Irish Singles Chart                          | 3                 |
| Italian Singles Chart                        | 4                 |
| New Zealand Singles Chart                    | 15                |
| Norwegian Singles Chart                      | 3                 |
| Russian Airplay Chart                        | 43                |
| Swedish Singles Chart                        | 11                |
| Swiss Singles Chart                          | 3                 |
| UK Singles Chart                             | 1                 |
| US Billboard Mainstream Top 40               | 18                |
| Американский Billboard Hot 100               | 4                 |
| Американский Billboard Hot R&B/Hip-Hop Songs | 1                 |
| Американский Billboard Hot Dance Club Play   | 1                 |
| Американский Billboard Pop 100               | 10                |